# Rouperroux-le-Coquet
 Rouperroux-le-Coquet  es una población y comuna francesa, situada en la región de Países del Loira, departamento de Sarthe, en el distrito de Mamers y cantón de Bonnétable.

## Demografía
| 394 | 347 | 337 | 300 | 263 | 277 |
| Para los censos de 1962 a 1999 la población legal corresponde a la población sin duplicidades (Fuente: INSEE [Consultar]) |     |     |     |     |     |